# 周錞元
周錞元，正白旗人，清朝政治人物。监生出身。
周錞元曾于1722年接替王廷实任松江府知府一职，1724年由杨绍接任。